# Klotz (Glaserei)

Verklotzungsschema

Glaserklötze sind flache Teile aus Holz oder Kunststoff, mit denen Glasscheiben in ihren Fensterflügeln in zwei diagonal gegenüberliegenden Ecken verklotzt bzw. verkeilt werden, um die Maßhaltigkeit bzw. Winkelgerechtigkeit des Bauteiles zu gewährleisten und zu erhalten. Dabei werden die Gewichtskräfte aus der oberen Außenecke des Rahmens über die Diagonale der steifen Fläche der Fensterfüllung in die untere Innenecke des Flügels bzw. auf den dort sitzenden Beschlag abgeleitet.
Traditionell werden Klötze aus Holzabfällen (gerne Hartholz) oder Plattenwerkstoffresten benutzt, in der industriellen, modernen Fertigung hingegen vorfabrizierte Kunststoffteile, häufig aus Polypropylen.

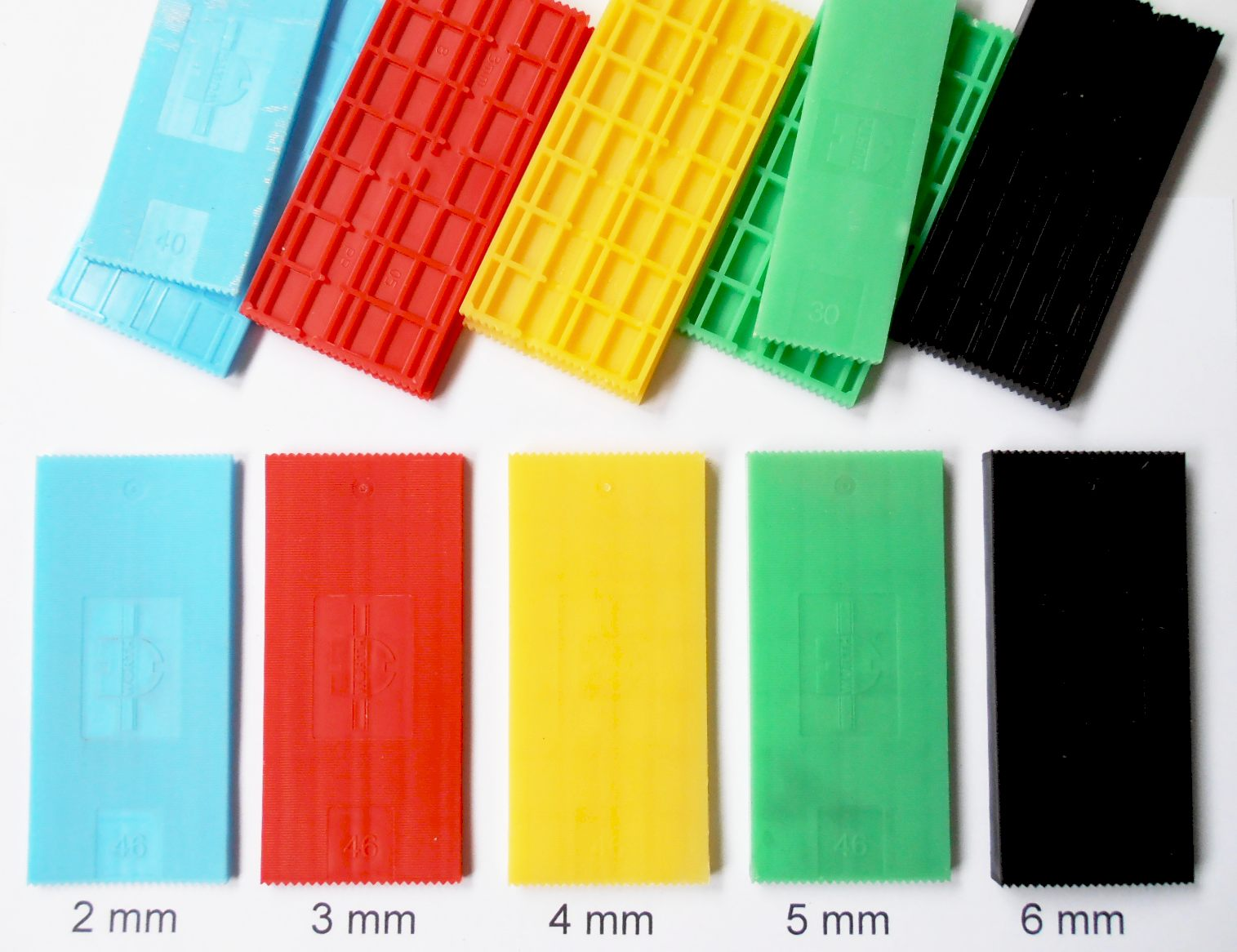
Klötze (aus Polypropylen)
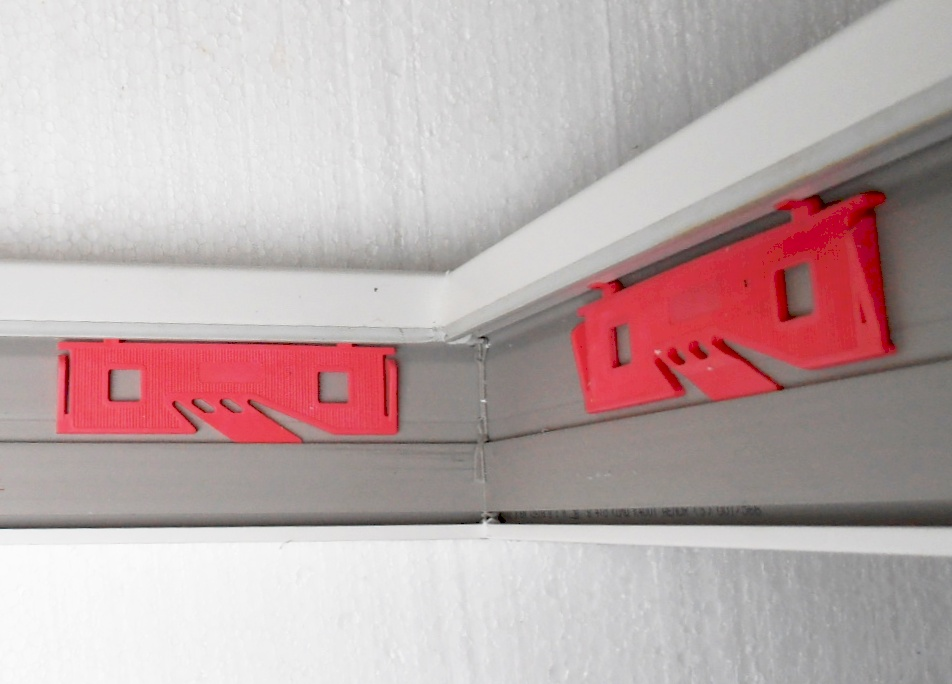
Glasfalzeinlagen in einem Fensterrahmen
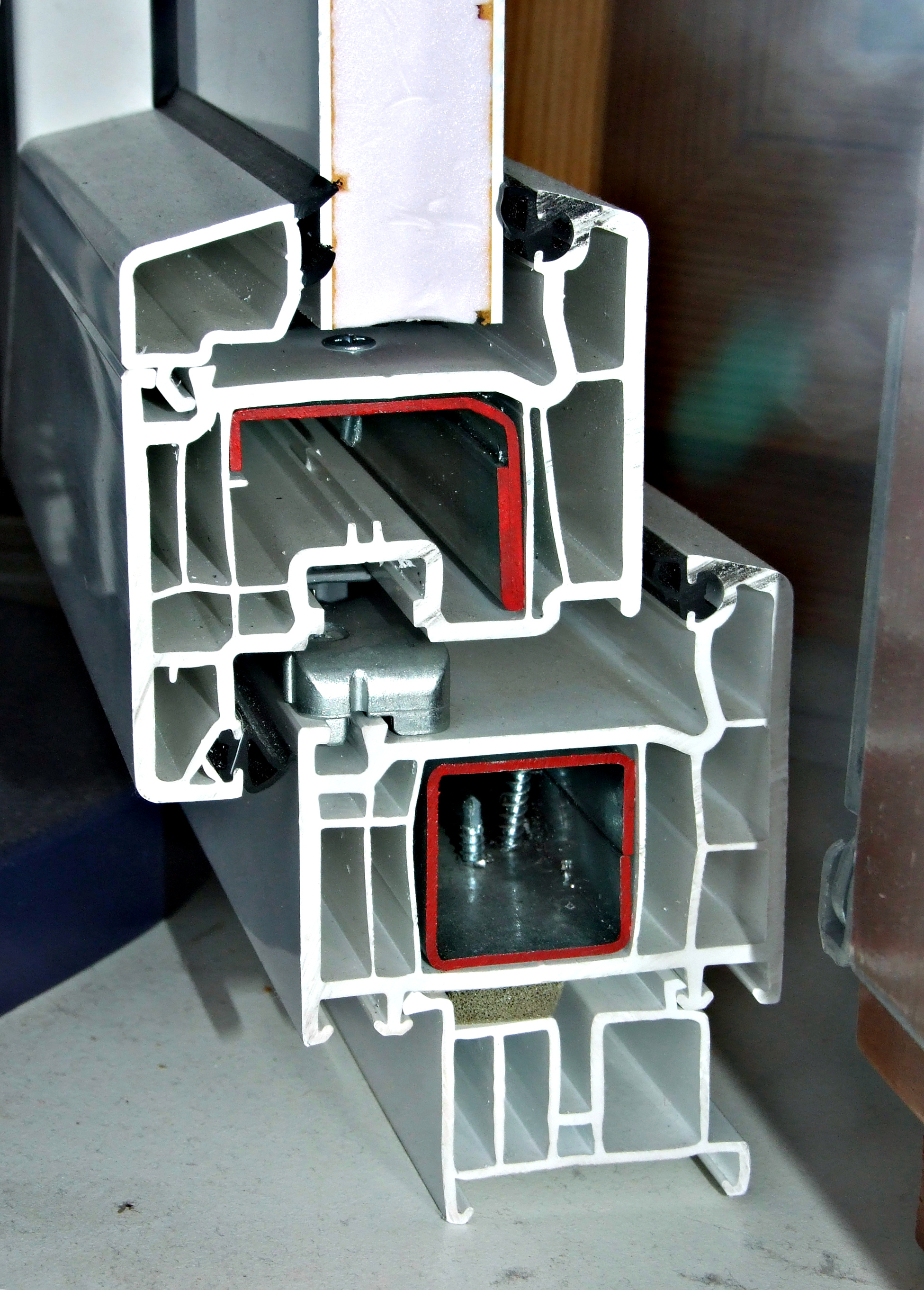
Kunststoffrahmen

Zur Montage werden unter anderem sogenannte Klotzkellen verwendet.

## Glasfalzeinlagen
Glasfalzeinlagen werden in Isolierglasrahmen verwendet.
Sie dienen dem Profilausgleich und sorgen für eine ebene Auflage.
Sie unterstützen die Falzraumbelüftung und die Lastabtragung.
Sie bilden den Untergrund für das Klotzmaterial, sie sind kein Ersatz für den Verglasungsklotz.
In klemmbarer Ausführung gewährleisten sie die sichere Fixierung der Klötze.